# Pilar Barreiro
María Pilar Barreiro Álvarez, née le 24 novembre 1955 à Lugo, est une femme politique espagnole, membre du Parti populaire (PP). Elle est maire de Carthagène de 1995 à 2015, députée de 2008 à 2015 et sénatrice de 2015 à 2019.

## Biographie

### Vie privée
Elle est mère d'une fille et un fils.

### Activités politiques
Députée à l'Assemblée régionale de Murcie de 1991 à 1995, elle est élue maire de Carthagène en 1995 et le demeure jusqu'à sa démission en 2015.
Le 9 mars 2008, elle est élue députée pour Murcie au Congrès des députés et réélue en 2011.
Le 20 décembre 2015, elle est élue sénatrice pour Murcie au Sénat et réélue en 2016.
En 2017, elle fait l'objet d'accusations pour détournements de fonds publics, corruption active, prévarication et divulgation d’informations confidentielles. Le 15 mars 2018, le procureur près le Tribunal suprême sollicite au juge la relaxe et la clôture de l'affaire en estimant qu'aucun paiement visant à améliorer son image n'a eu lieu avec des fonds publics.